# Einlager

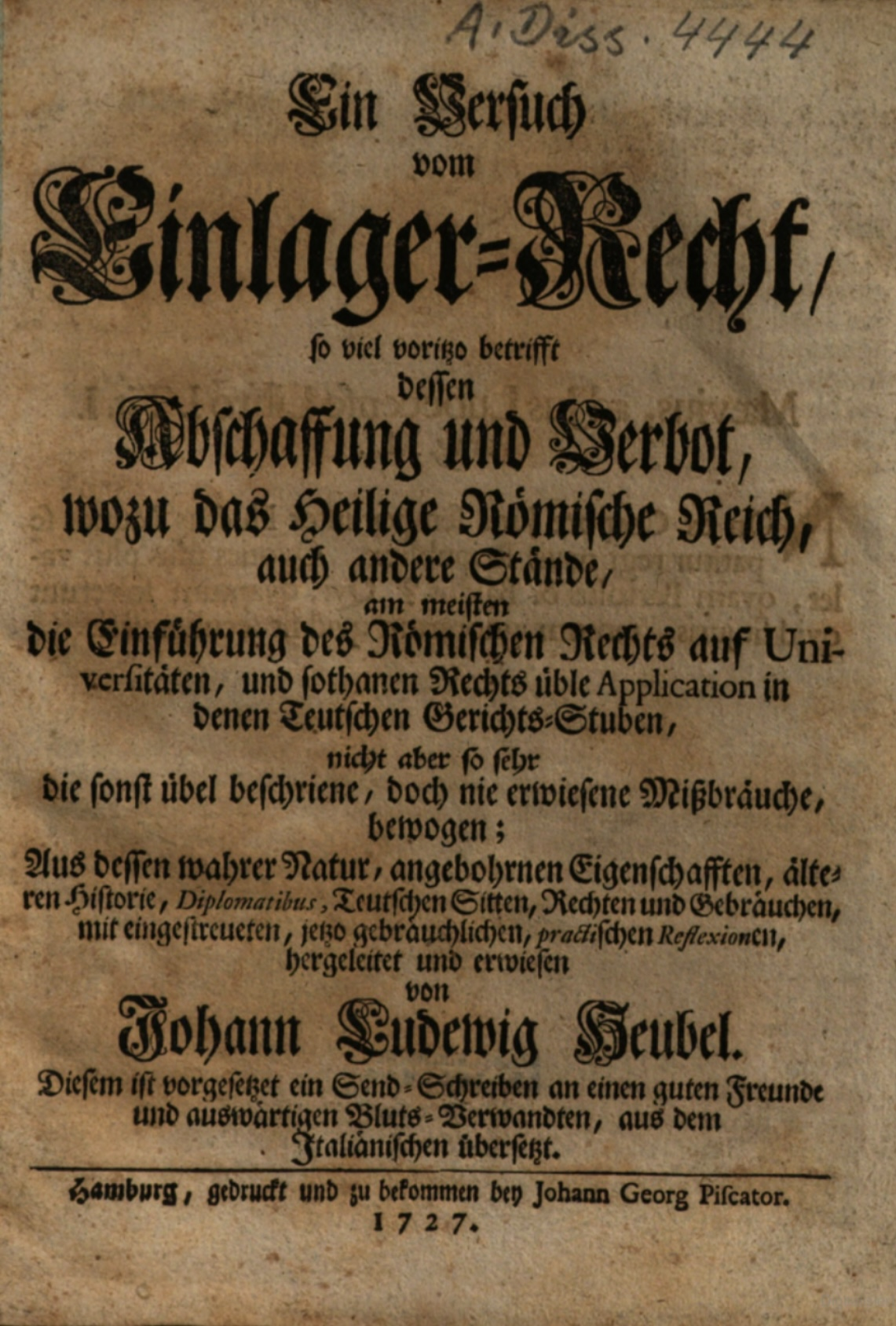
Juristisches Fachbuch von 1727 mit einem Plädoyer für das Einlager-Recht

Das Einlager (auch: einläger, lateinisch obstagium, Leistung, leisten, einfahren, einritt, inlager, gyselschaft, giselschaft oder geiselschaft) war eine vertraglich vereinbarte Personalsicherheit zur Kreditsicherung im hochmittelalterlichen und frühneuzeitlichen Recht (12. bis 16. Jahrhundert). Es diente der außergerichtlichen Durchsetzung der Haftung aus Verträgen, bei denen die Vollstreckung schwierig war, weil es sich um Adelige oder um hohe Kirchenvertreter handelte. Der in Verzug gekommene Schuldner sollte damit unter Druck gesetzt werden. Gleichzeitig entging er damit der Sanktion des Schuldgefängnisses, dem sogenannten „Schuldturm“. Das Einlager wird – neben anderen Erscheinungsformen – als ein Vorläufer der modernen Bürgschaft angesehen, was aber in neuerer Zeit auch zunehmend kritisch gesehen wird.

## Beschreibung
Bei Vertragsabschlüssen zwischen Adeligen, Rittern und hohen Kirchenvertretern sollte sich ein Schuldner bei erheblichen Zahlungsrückständen auf eigene Kosten in ein „Einlager“ begeben. Dieses Einlager war typischerweise ein vom Wohnort entferntes Wirtshaus mit einer standesgemäßen Übernachtungsmöglichkeit mit gutem Essen, häufig „Geiselmahl“ genannt. Damit verbunden war der Spruch „Geiselmahl – köstlich Mahl“. In Dokumenten aus dem Spätmittelalter ist die Rede von der „Geiselschaft“.
Im Grunde war das Einlager ein Mittel, um den Vertragsbrüchigen in seiner Bewegungsfreiheit einzuschränken und an einen fremden Ort zu binden. Er musste innerhalb einer vertraglich geregelten Frist das Einlager aufsuchen und so lange da bleiben, bis er seinen Zahlungspflichten nachkam. Falls er die Geiselschaft ablehnte oder ignorierte, konnte sich der Gläubiger an dessen Gütern und Einkünften bedienen.
Häufig schickten die Betroffenen, um die Beschränkung ihrer Bewegungsfreiheit von sich persönlich abzuwenden und um nicht noch weiter vertragsbrüchig zu werden, einen ihrer Vasallen oder Bediensteten (Lehnsmänner, Knechte) mit Pferden als Bürgen in die Geiselschaft. Die Vertragsklausel des Einlagers wurde auch angewandt, um jemanden für eine Weile aus dem öffentlichen Verkehr zu ziehen, etwa wenn der Gläubiger ein Dorf verkaufen wollte, ohne das Einverständnis des Schuldners einholen zu müssen.
Ein Beispiel von 1391 aus dem Urkundenbuch der Stadt Dortmund:

„Ein derartiger Pakt Dortmunds mit dem Grafen Engelbert von der Mark (1391) ist durch die Bestimmung bemerkenswert, daß im Falle der Nichterfüllung des dem Kläger in der Stadt gewiesenen Rechts binnen zweimonatlicher Frist einige Ratsherrn in einer ehrsamen Herberge bis zur Erfüllung des Urteils Einlager bezögen.“

Noch im Grimmschen Wörterbuch finden sich Wendungen wie: „da ich dann ins einlager ziehen müssen“ oder: „ein mann, der sich zum einlager verschrieben hat“.

## Geschichte
Erstmals im Deutschen Reich erwähnt wird das Einlager in einer Urkunde von 1182, in der sich der Kölner Erzbischof Philipp I. von Heinsberg verpflichtete, im Falle der Nichtrückzahlung von 232 Pfennigen an den Erzbischof von Trier innerhalb eines Jahres 26 Bürgen nach Koblenz zu schicken, die die Stadt bis zur Begleichung der Schuld nicht verlassen dürften. Es entwickelte sich vermutlich aus der Schuldknechtschaft.
Durch die weite Verbreitung kam das Einlager auch in Verträgen zwischen Gemeinden und Bürgern zum Einsatz. Es griff so sehr um sich, dass es nach und nach in den deutschen Staaten und schließlich durch die Reichspolizeyordnung (sic!) von 1577 im ganzen Deutschen Reich verboten wurde. Hauptgrund für die Abschaffung dürfte gewesen sein, dass sich durch das Einlager ein privates Durchführungsmittel dem Gewaltmonopol des Staats der frühen Neuzeit entgegenstellte. Zudem kam es zunehmend zu Missbräuchen wie der öffentlichen Verspottung oder gar Misshandlung der Schuldner. Ein weiterer Grund war die Ineffektivität des Einlagers, weil sich der Betroffene durch die Unterbringungskosten noch weiter verschuldete.
Im Herzogtum Holstein blieb das Einlager auch über das reichsweite Verbot hinaus bis ins 18. Jahrhundert hinein gebräuchlich, da Holstein in Personalunion mit dem Herzogtum Schleswig regiert wurde, das als dänisches Lehen nicht an die Gesetzgebung des Deutschen Reichs gebunden war. Nicht-Holsteiner konnten jedoch nach 1577 nicht mehr dazu verpflichtet werden. König Christian IV. legte in der Haderslebener Konstitution 1604/1630 die Bedingungen fest, unter denen das Einlager in den Herzogtümern stattfinden sollte. So war man bei Gefahr für Leib und Leben, etwa durch die Pest, nicht verpflichtet, das Einlager zu beziehen. Dieses Sonderrecht wurde auch im Westfälischen Frieden 1645 festgeschrieben. Auch beim Kieler Umschlag war es als Strafe für Schuldner weiterhin üblich.